# Gerhard Bohner
Gerhard Bohner (1936, Karlsruhe - 1992, Berlín) va ser un ballarí i coreògraf alemany, considerat un dels pioners de la dansa-teatre. Va treballar sobretot com a coreògraf independent, sent potser la seva peça col·lectiva més coneguda Les tortures deBeatrice Cenci, estrenada el 1971.
Tenia una sòlida formació en dansa clàssica. Va estudiar a Karlsruhe i després, entre 1958 i 1961, va treballar a Mannheim, Frankfurt i Main. A partir de 1961 va entrar a la Deutsche Oper de Berlín, primer com a membre de la companyia, després com a solista. Allà va aprendre l'estil dramàtic i avantguardista de la dansa-teatre, diferents formes d'expressió i va participar en espectacles internacionals. A Berlín també va estudiar amb Mary Wigman al seu estudi.
A principis dels anys 70 va dirigir la companyia de dansa-teatre de Darmstadt, on a la primera producció va convidar al públic a participar en la creació d'una coreografia per a "desmitificar" el ballet. Entre 1978 i 1981 va dirigir el Tanztheater de Bremen juntament amb Reinhild Hoffmann.